# یاکوپ کونتسلر

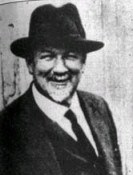
یاکوپ کونتسلر

یاکوپ کونتسلر (۸ مارس ۱۸۷۱ – ۱۵ ژانویه ۱۹۴۹)، داروساز، جراح و مددکار اجتماعی اهل سوئیس. او شاهد عینی نسل‌کشی ارمنی‌ها می‌باشد.

## زندگینامه
یاکوپ کونتسلر در کتابی با عنوان «سرزمین خون و اشک» در ۱۹۲۱ میلادی شرح کامل آنچه را که دیده بود به چاپ رسانده است.
ارمنیان یاکوپ کونتسلر را برای فداکاری‌هایش در حمایت از کودکان ارمنی، «پدر یتیمان ارمنی» نام نهاده‌اند.
دکتر کونتسلر و همسرش، «الیزابت»، که در بیمارستان خود در شهر اورفا به مداوای بیماران مسیحی و مسلمان مشغول بودند، موفق شدند هشت هزار کودک ارمنی را از مسیرهای مرگ جمع‌آوری و در مجتمع درمانی خود نگهداری کنند.
یاکوپ و الیزابت کونتسلر، پس از تعطیل کردن بیمارستان خود در ۱۹۲۲میلادی، انبوه یتیمان را به سلامت به لبنان منتقل و در یتیم خانه‌ای که خود تأسیس کرده بودند اسکان دادند.
ساخت یتیم خانهٔ دکتر کونتسلر از برنامه‌های کمیتهٔ آمریکایی بنیاد کمک‌رسانی خاور نزدیک بود که در پی درخواست هنری مورگنتاوو، سفیر آمریکا در استانبول و با کمک مالی دولت آمریکا تشکیل شده بود.
یتیم خانهٔ دکتر کونتسلر ـ در روستای غزیر در ۲۷ کیلومتری شمال بیروت و حدوداً دویست کیلومتری غرب دمشق قرار داشت.

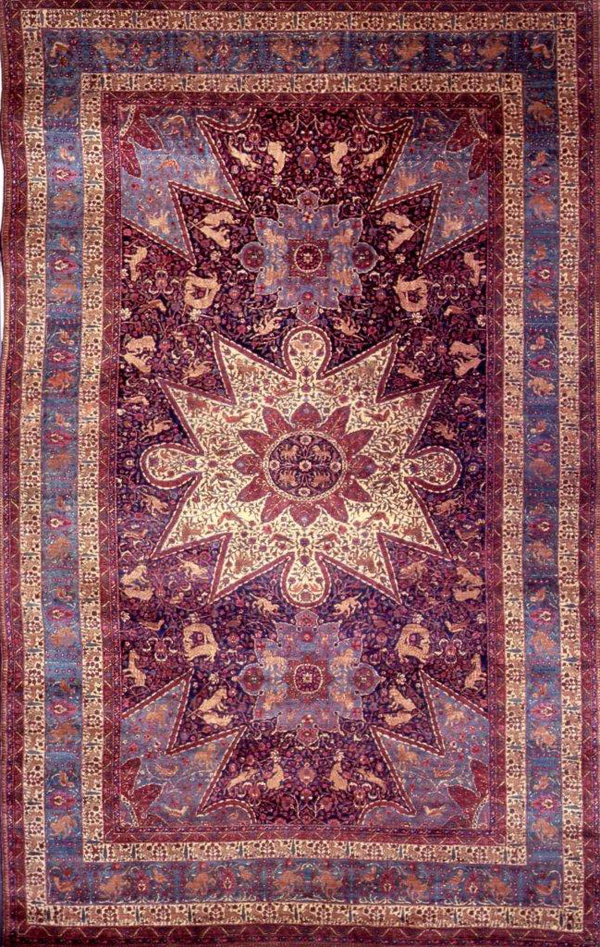
قالی یتیمان ارمنی

در یکی از همین کارگاه‌های حرفه‌ای یتیم خانهٔ غزیر، چهارصد نفر از دختران نوجوان ارمنی، به تشویق کونتسلر و به پاس کمک‌های دولت آمریکا در حمایت از یتیم خانه، در نوبت‌های شبانه‌روزی اقدام به بافت قالی ای کردند که قرار بود پس از اتمام به ملت آمریکا تقدیم شود.
چهارصد دختر یتیم ارمنی طی ۱۸ ماه کار مستمر ۴٬۴۰۴٬۲۶۶ بار گره بر تارهای قالی زدندتا نقش‌هایی از گل و گیاه و حیوانات خیالی باغ عدن را بر پود آن بیافرینند.
ارمنیان جهان هنوز هم دکتر یاکوپ کونتسلر را «پدر یتیمان ارمنی» می‌دانند. در مراسمی ویژه‌ای که در ۲۰۰۸ میلادی درحضور بازماندگان یاکوپ کونتسلر در ایروان برگزار شد. مشتی خاک، که از آرامگاه ابدی «پدر یتیمان ارمنی» در بیروت آورده شده بود، در محل یادمان نسل‌کشی ارمنی‌ها در ایروان به خاک سپرده شد.
قالی دستباف غزیر، که بعدها به قالی یتیمان ارمنی معروف شد، طی ماه‌ها کار نوبتی دختران یتیم خانهٔ کونتسلر در ۱۹۲۴ و ۱۹۲۵ میلادی بافته و در پایان ۱۹۲۵ میلادی، به دست خود کونتسلر به آمریکا فرستاده شد تا به جان کالوین کولیج، سی امین رئیس جمهور آمریکا، اهدا شود.
با فرارسیدن ماه اوت انتقال ارمنیانی که از مدت‌ها پیش در گوشه و کنار شهر زندانی بودند آغاز شد.انتقال به کجا؟ به یقین به سوی مرگ.
«در روز ۱۹ اوت یک مأمور پلیس در جریان یک مأموریت بازجوئی به قتل می‌رسد، مأمورین آن را بهانه کرده و جریان را به والی دیاربکر گزارش می‌دهند. او نیز بدون معطلی دستور قتل‌عام کلیه ارمنیان شهر را صادر می‌کند. با فرارسیدن شب بیش از صد ارمنی جان خود را از دست دادند. روز بعد مأموران صد ارمنی دیگر را در نقطه‌ای واقع در شمال اورفا گردن زدند؛ و روز بعد نیز چهارصد ارمنی کشته شدند. تقریباً هر کسی که می‌توانست فرار کند از شهر خارج شد. اما نتوانستند خارج از شهر جان سالم بدر ببرند.»